# 趙鈞 (知府)
趙鈞（？—？），號樾軒，浙江人，清朝政治人物。監生出身。

## 生平
趙鈞於1880年（光緒6年）奉旨擔任台北府知府，但因為未到任。之後，他則旋即接替周懋琦，於台灣地區擔任台灣府知府。而此官職是台灣清治時期此期間，受台灣道制約的台灣地方父母官。